# ماهی کت‌چرمی زبر
ماهی کت‌چرمی زبر(نام علمی: Scobinichthys granulatus) نام یک گونه از تیره سوهان‌ماهی است.